# Byadagere, Nagamangala
Byadagere là một làng thuộc tehsil Nagamangala, huyện Mandya, bang Karnataka, Ấn Độ.